# Magyarszecsőd
Magyarszecsőd község Vas vármegyében, a Körmendi járásban.

## Fekvése
Körmendtől 5 kilométerre kelet-északkeletre fekszik, a 8-as főút északi oldalán; északnyugati határszélét érinti a 86-os főút is. Főutcája a 8-asból kiágazó 87 105-ös számú mellékút.
Mindössze két települési szomszédja van: kelet felől Molnaszecsőd, délnyugat-nyugat felől pedig Körmend (északi és déli irányból is a városhoz tartozó külterületek határolják).

## Története
A település első okleveles említése 1205-ből származik. Ekkor adományozta II. András Churnuk fia Istvánnak azzal a megkötéssel, hogy templomot építenek ide. A család ekkor vette fel a Szecsőd nevet. A falut egészen a 19. század végéig ők birtokolják.
Az 1242-1260 között felépült a római katolikus templom, amit Kisboldogasszony tiszteletére szenteltek fel. Az egyhajós román stílusú épület téglából készült. A hajóban és a szentélyben található festések a 17. századból valók. A főoltár 18. században készült barokk stílusban. A 19. században toronnyal bővítették. A templom a faluegyesítés előtti Egyházasszecsőd területén áll.
Szintén ide tartozott a 18. század végén épült barokk Református templom.
A haranglábat 1880 körül emelték Németszecsődön, népies barokk stílusban.
A volt Batthyány-kastély, 1893-ban készült el eklektikus stílusban Barokk előzményekkel.
1934-ben egyesült Egyházasszecsőd, Németszecsőd és Terestyén „Magyarszecsőd” néven.

## Közélete

### Polgármesterei
- 1990–1994: Kopasz Géza (FKgP-KDNP)[3]
- 1994–1998: Varga József (független)[4]
- 1998–2002: Varga József (független)[5]
- 2003–2006: Varga József (független)[6]
- 2006–2010: Károlyi Gyula (független)[7]
- 2010–2014: Károlyi Gyula (független)[8]
- 2014–2019: Károlyi Gyula (független)[9]
- 2019–2024: Károlyi Gyula (független)[10]
- 2024– : Kovács Gábor (független)[1]

A településen a 2002. október 20-án megtartott önkormányzati választás után, a polgármester-választás tekintetében nem lehetett eredményt hirdetni, szavazategyenlőség miatt. Aznap a 397 szavazásra jogosult lakos közül 336 fő járult az urnákhoz, ketten közülük érvénytelen szavazatot adtak le, az érvényes szavazatok pedig épp fele-fele arányban oszlottak meg a két, független jelölt, Varga József addigi polgármester és egyetlen kihívója, Károlyi Gyula között. Az emiatt szükségessé vált időközi polgármester-választást 2003. április 27-én tartották meg, ez a korábbi polgármester szolid, 20 szavazatnyi különbséggel elért győzelmét hozta.
Károlyi Gyula polgármester 2024. augusztusában – jóval azután, hogy a június 9-i önkormányzati választáson újraválasztották, de még bőven azelőtt, hogy új mandátuma október 1-jével érvénybe lépett volna – lemondott posztjáról. Lemondásával egyidejűleg azt is bejelentette, hogy a júniusban elnyert mandátumát sem fogja felvenni; a települést ezért október 1-ig ügyvezető polgármesterként Görbei Gábor alpolgármester irányíthatta, utána pedig erre az újonnan felállt képviselő-testület korelnöke vált jogosulttá. Az aktus miatt szükségessé vált időközi választást november 10-én tartották meg, három független jelölt részvételével, akik közül a győztes az érvényesen leadott szavazatok több mint háromnegyedével szerzett mandátumot.

## Népesség
A település népességének változása:
| Lakosok száma | 440  | 435  | 445  | 405  | 409  | 414  | 403  |
|               | 2013 | 2014 | 2015 | 2021 | 2022 | 2023 | 2024 |

A 2011-es népszámlálás során a lakosok 81,5%-a magyarnak, 0,9% németnek, 0,2% szlováknak mondta magát (18,2% nem nyilatkozott; a kettős identitások miatt a végösszeg nagyobb lehet 100%-nál). A vallási megoszlás a következő volt: római katolikus 60,4%, református 7,4%, evangélikus 2,3%, felekezet nélküli 3,4% (25,5% nem nyilatkozott).
2022-ben a lakosság 95,1%-a vallotta magát magyarnak, 2,2% németnek, 0,2% cigánynak, 0,2% ruszinnak, 0,2% horvátnak, 1,5% egyéb, nem hazai nemzetiségűnek (4,4% nem nyilatkozott; a kettős identitások miatt a végösszeg nagyobb lehet 100%-nál). Vallásuk szerint 50,4% volt római katolikus, 8,3% református, 2,9% evangélikus, 1,7% egyéb keresztény, 1% egyéb katolikus, 4,2% felekezeten kívüli (31,5% nem válaszolt).

## Nevezetességei
- római katolikus templom
- harangláb

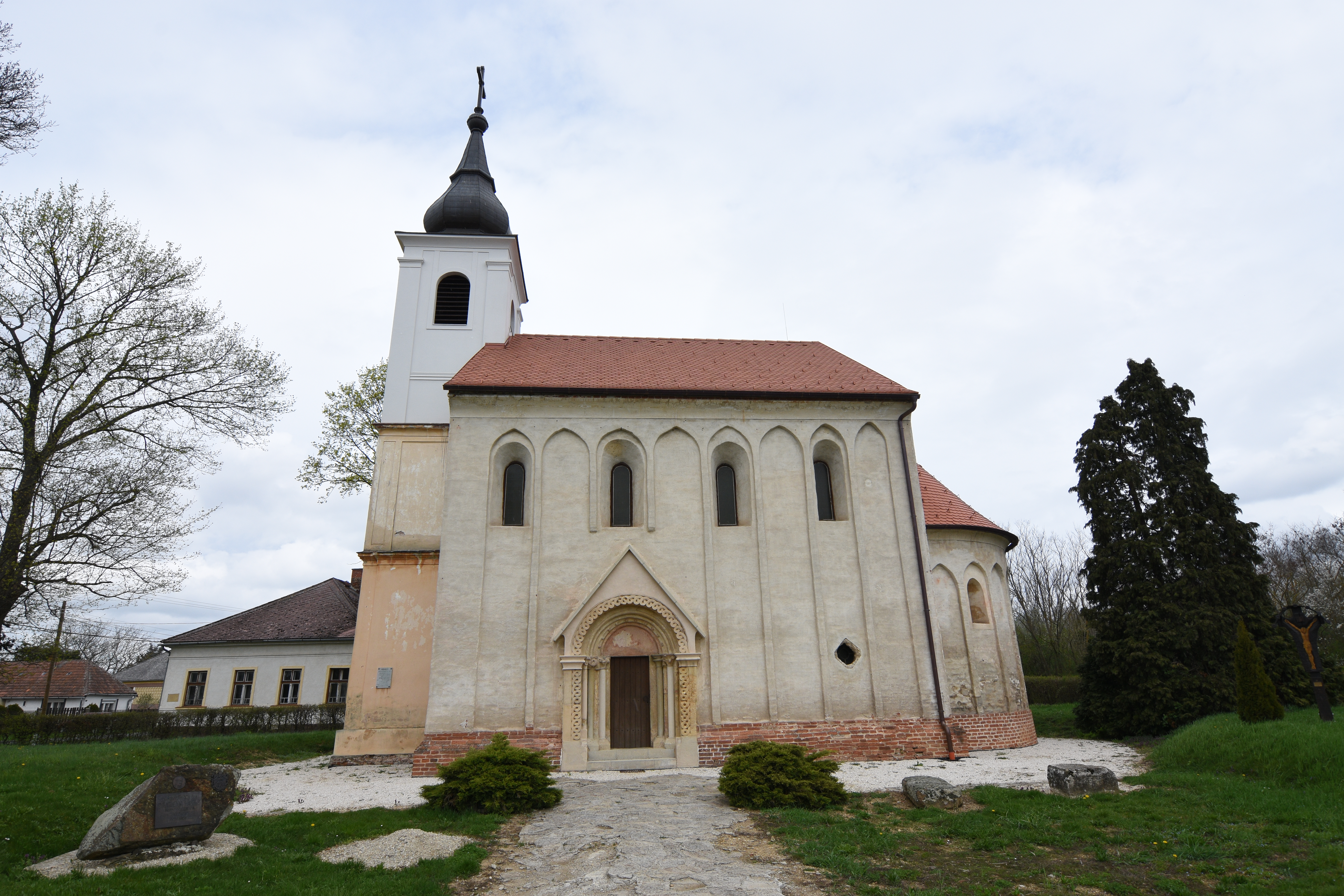
Kisboldogasszony római katolikus templom

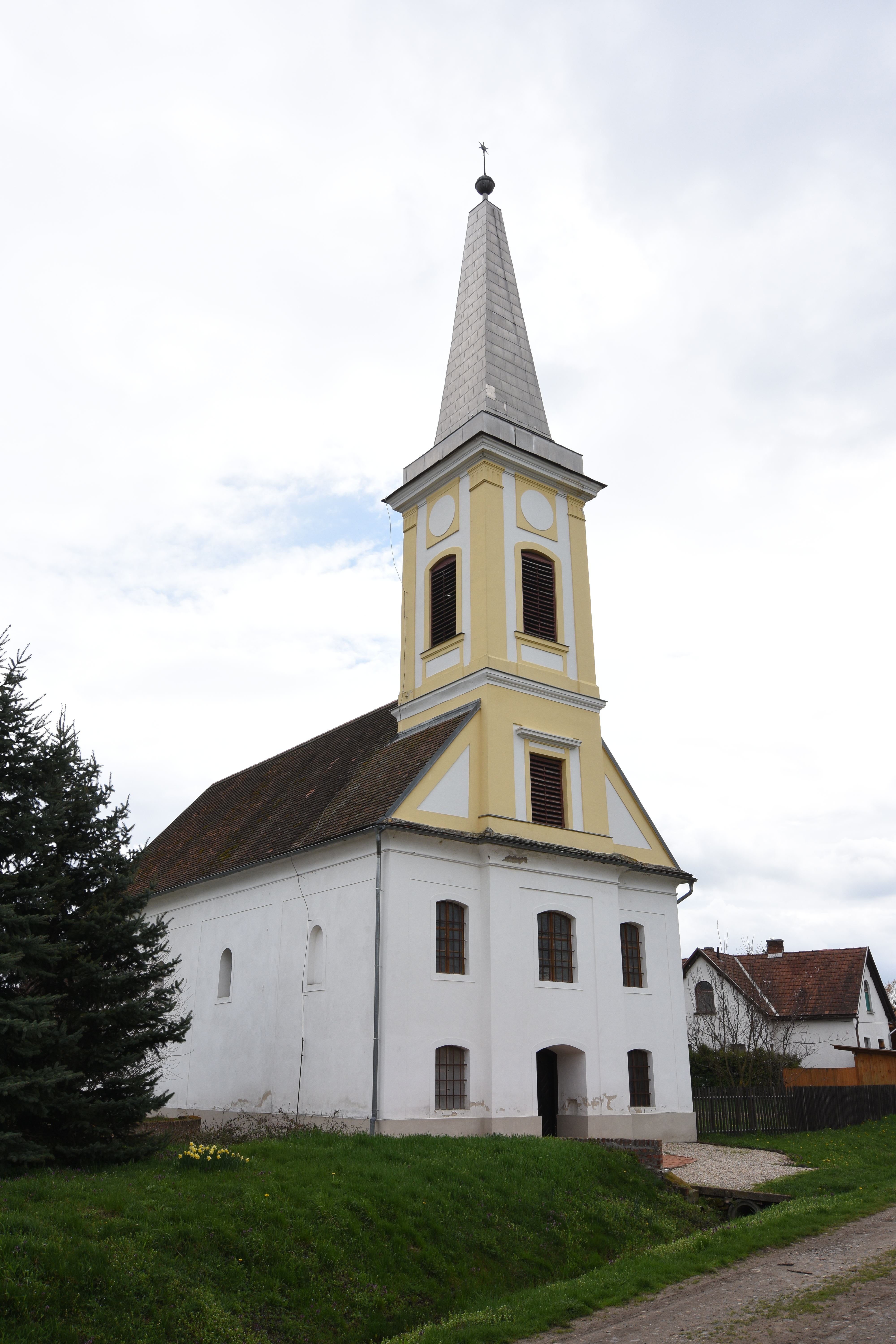
Református templom

- Batthyány-kastély (1893-ban épült)
- református templom
- Dienes Lajos kriptája

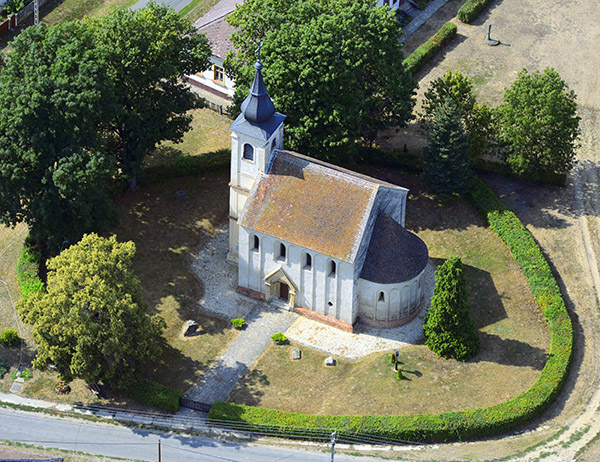
Magyarszecsőd, a római katolikus templom légi fotón
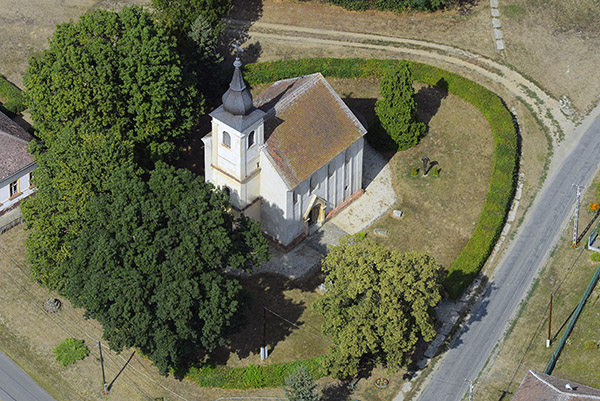
Kisboldogasszony római katolikus templom madártávlatból

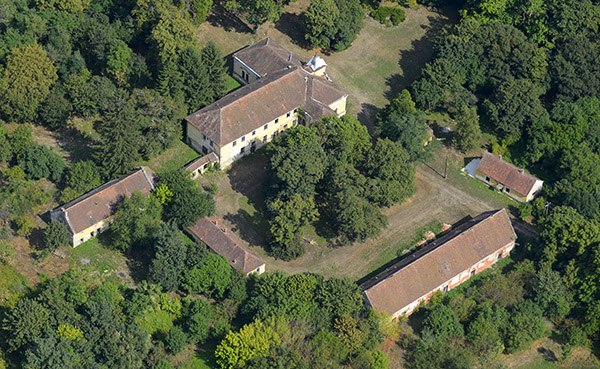
A magyarszecsődi Batthyány-kastély a levegőből
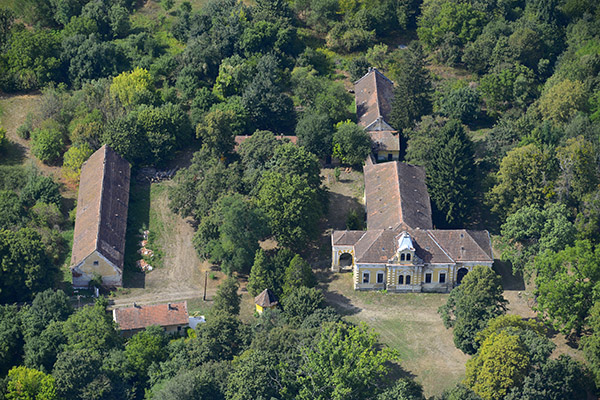
Batthyány-kastély légi felvételen, Magyarszecsőd